# Club Bàsquet Parets
Club Bàsquet Parets és un club de basquetbol de Parets del Vallès fundat el 1932. Acull 19 equips i l'escola a la seva seu al Pavelló Joaquim Rodriguez Oliver, situat al Passeig Fluvial de la localitat de Parets del Vallès.
El bàsquet a Parets va començar l'any 1932, gràcies a l'impuls del rector de la parròquia Mossèn Jaime Escudero i el desig de diversos joves de fer esport. Gràcies a això es va formar el primer equip de bàsquet de categoria juvenil inscrit a la Federació de Joves Cristians de Catalunya dins d'una branca anomenada Vanguardista. Els primers anys els partits es jugaven entre les parròquies del Vallès Oriental i el Vallès Occidental. Després de la Guerra Civil, es va realitzar un campionat comarcal en el que participaven equips de l'organització. El camp de joc era on avui està situada la Cooperativa Agrícola “La Paretense” i estava llogat a la mestressa del Cafè de Baix. En un principi el camp no era pla, però al cap d'un any de “treballs forçosos” es va aconseguir rebaixar el terreny fins a obtenir una pista de mides reglamentàries. Aquesta pista de joc va ser utilitzada des de 1933 fins al 1936. Després de l'interval de la guerra es va tornar a jugar a partir del 1940 fins al 1942.
L'any 1940 es va demanar una subvenció per aplanar la pista. I a finals de 1942 el camp de joc es va traslladar a la plaça de la vila. Aquí es van disputar partits de primera i segona categoria fins al maig de 1951.
A partir de l'any 1941, l'equip va participar en el campionat provincial d'Acció Catòlica, que depenia del Bisbat de Barcelona. Els dos equips existents, Acció Catòlica i el Frente de Juventudes, es van unir per fer-ne un de sol, amb el nom de Club Bàsquet Parets. L'any 1948, el Club va juga al campionat de l'Organització Atlètic Recreativa (OAR) de 3a categoria i el mateix any va pujar a 2a divisió. La temporada següent es produí l'ascens a 1a categoria, on va jugar fins a l'any 1952, quan degut a un incident lamentable van clausurar la pista.